# 農業高等学校
農業高等学校（のうぎょうこうとうがっこう）とは、主に農業についての専門技術や知識を習得する為の高等学校であり、ISCED（国際標準教育分類）では「レベル3C」に位置づけられる。
狭義には「農業に関する学科」（農業科）を中心に学科が構成されている職業高等学校を指し、広義には「農業に関する学科」や「農業の課程」が設置されている高等学校全般を指す。狭義の場合には、学校の名称に「農業」の語が含まれていることが多い。
本項では特筆のない限り、日本における農業高等学校について記述する。

## 概要
農業高校および農業科を有する高等学校は、第二次世界大戦以前・学制改革前の旧制の実業学校から受け継がれた高校が大半である。そのほか養蚕関係の学校が転換された例がある。昭和40年代前半（1965～1969年頃）までは、青年学校教育を継承した農閑期に授業を行う昼間定時制の学科もあったが、現在はほとんど全日制高校に集約されている。
農業高校に設置される「農業に関する学科」は、農業科に限られず、農業経営の多様化に合わせて、従来の農業科自体も多岐に分かれるようになり、地域性に合わせて、生産技術科、食品ビジネス科（農業経営科）、園芸科、農業土木科、酪農科などの学科が設けられるようになっている。
全国農業高等学校長協会の加盟校は、1959年度（昭和34年度）に541校で最多となったが、2018年度（平成30年度）には367校にまで減少した（ピーク比：32.2%減）。また、かつて加盟校の生徒数は全国で20万人以上いたが、2018年度（平成30年度）は88,650人とピーク比で約6割減少した。すなわち、加盟校数より生徒数の減少速度の方が大きい状況にある。この間、高度経済成長期に高校進学率の上昇（普通科進学者の増加）と農業従事者の減少（機械化や大規模化）が並行し、さらに大学進学率も上昇していった。
卒業生の進路先は、農家や酪農家の後継者となるだけでなく、農協や農水省出先機関への就職（農業経済科の卒業者が多数）や食品メーカー、化学メーカー、鉄道会社（主に各地域のJR）、造園業などへの就職者も多数を占める。かつては専売公社（現･JT）などの特殊会社に技能・技術職として就職する卒業生も多数存在した。また、1990年代から大学等への進学率も高まっており、2002年3月卒業生において初めて大学等への進学率が4割を超えた。
工業高校などと同様に資格の取得に力を入れている高校も多く、特に危険物取扱者（乙種第四類、丙種）、測量士補、毒物劇物取扱責任者、ボイラー技士、土木施工管理技士、造園技能士、家畜人工授精師、日本農業技術検定などが人気である。また、農業経営科など一部の学科では商業高校と同様に日商簿記検定や農業簿記検定などの受験を奨励している学校もある。

## おもな設置学科
多数の農業高等学校で設置されている学科には、次のようなものがある。なお、「農業に関する学科」の詳細については「農業 (教科)#農業に関する学科」を参照。現在は廃止されたが、新潟県立吉川高校には醸造科があり、将来の杜氏を目指して、授業で清酒の製造を行っていた。また、農業高校には家庭科が併設されることが多い。さらに、生活科・生活科学科などの学科もあり、専門教科の家庭を主として履修するものの、これも「農業に関する学科」である。
- 農業科
- 園芸科
- 畜産科
- 食品科学科
- 農業土木科
- 農業機械科
- 造園科
- 林業科
- 生活科学科
- 農業経済科
- 生物工学科
- 農業経営科

## 進路
農業高校生の進路をみると、年々大学等への進学者が増加しており、2002年3月卒業生において初めて進学率が4割を超えた（41.6％）。農業科卒業生について見ると、大学・短大（農業大学や大学農学部など）への進学率は、1993年3月卒業生が6.2％であったのに対して、2017年3月卒業生は14.6％に達しており、専門学校等（農業大学校を含む）への進学率は、1993年3月卒業生が13.5％であったのに対して、2017年3月卒業生は25.3％に達している。就農する意思のある農家子弟でも、高校卒業後すぐに就農する者は少なく、大学等に進学する者が多くなっている。

## 廃校
山梨県
- 山梨県立峡北農業高等学校（統廃合により山梨県立北杜高等学校となる）

福岡県
- 福岡県立築上農業高等学校（統廃合により福岡県立青豊高等学校となる）

鹿児島県
- 鹿児島県立阿久根農業高等学校（統廃合により鹿児島県立鶴翔高等学校となる）
- 鹿児島県立宮之城農業高等学校（統廃合により鹿児島県立薩摩中央高等学校となる）